# Montemesola
Montemesola é uma comuna italiana da região da Puglia, província de Taranto, com cerca de 4.277 habitantes. Estende-se por uma área de 16 km², tendo uma densidade populacional de 267 hab/km². Faz fronteira com Crispiano, Grottaglie, Statte, Taranto.

## História
O nome original da cidade era Montis-mensulae, Mensola del Monte. Era uma antiga comune, que depois integrou o Reino da Sicília, da casa dos Altavila. Ruggero II, rei da Sicília, fez Rocco Pomari, oriundo de Pomaro Monferrato, como Príncipe de Montemesola. A cidade foi redividida no século XII, sendo contralada pelas famílias Carducci, Chyurlia, Saraceno e Pomari, estes últimos, príncipes de Montemesola.
No século XIX, passou a eleger prefeitos. O primeiro prefeito de Montemesola foi Ferdinando Pomari, da antiga casa principesca da cidade. Na década de 1960, a cidade cresceu e prosperou, com a instalação de uma grande indústria siderúrgica na cidade, oriunda de Taranto.

## Demografia
| Variação demográfica do município entre 1861 e 2011                               |
|                                                                                   |
| Fonte: Istituto Nazionale di Statistica (ISTAT) - Elaboração gráfica da Wikipedia |

## Pontos turísticos
Os principais pontos de interesse histórico e turístico em Montemesola são:
- Porta de San Gennaro;
- Rua da rainha Margherita;
- Rua do rei Vittorio Emanuelle;
- Portão de San Francesco di Paola;
- Palácio da família Saraceno;
- Palácio da família Pomari;
- Igreja de San Michele;
- Igreja da Madonna del Rosario;
- Capella Pomari;
- Convento dei Sacramenti.

O responsável pela "face" atual da cidade foi o Marquês de Montemesola (Andrea Saraceno Júnior).

## Museus
Há uma museu na cidade, a Collezione Spada di Antichi Strumenti Musicali, um museu de instrumentos musicais antigos. A coleção, apesar de ser privada (pertence à tradicional família Spada-Pomari), pode ser visitada, com agendamento prévio.

## Filho ilustres de Montemesola
- Antonnio Turi (1882 - 1961), anti-fascita e preso político;
- Vincenzo Canalle (1858 - 1933), musicista.

## Montemesola na ditadura italiana
Muitos montemesolini se opuseram ao regime ditatorial italiano, de Benito Mussolini. Foram eles:
- Angelo Brisson;
- Giuseppe Antonnio Cotugno;
- Francesco Ruggiero;
- Antonnio Sgobio;
- Pietro Sticchi;
- Antonnio e Francesco Turi;

## Política
O prefeito (sindaco) de Montemesola é Vitto Punzi, de família oriunda da Sicília. Já o vice-prefeito (vice-sindaco) é Francesco Pomari, de família tradicional da cidade (dos príncipes de Montemesola e duques de Castellaneta).